# سكوتوسا (سيرري)
سكوتوسا (Σκοτούσσα) هي مدينة في سيرري في مقاطعة فوريا إلادا في اليونان.